# Lötschberg (trein)
De Lötschberg was een internationale trein op het traject  Hannover - Bazel - Brig. De naam verwijst naar de Lötschberg spoorweg waar de trein op het zuidelijkste deel van de route over heen rijdt.

## Eurocity

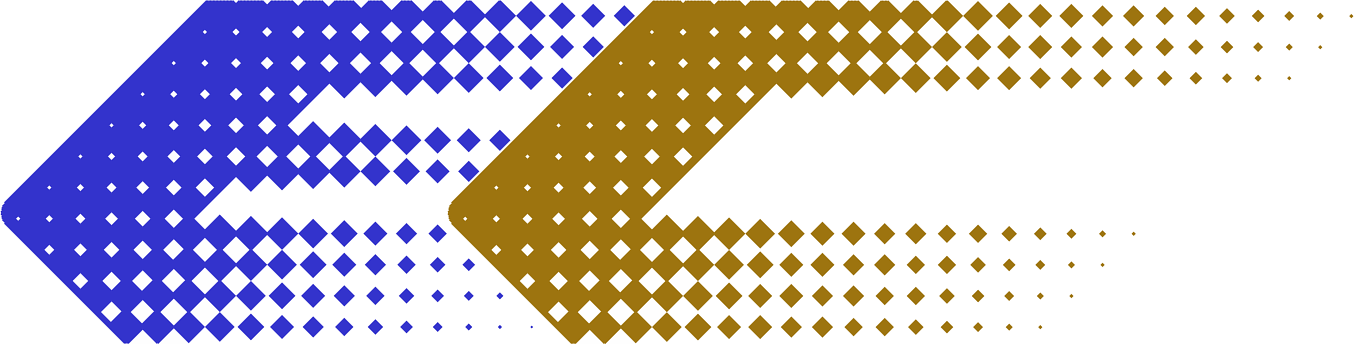
Logo EuroCity

Op 31 mei 1987 was de EC Lötschberg een van de treinen waarmee het EuroCity-net van start ging. De treindienst was een voortzetting van de internationale intercity Lötschberg. De trein ging van start met de treinnummers EC6 in noordelijke en EC7 in zuidelijke richting.

### Route en dienstregeling
| EC 6 | land        | station    | km | EC 7 |
| ---- | ----------- | ---------- | -- | ---- |
|      | Zwitserland | Brig       |    |      |
|      | Zwitserland | Bern       |    |      |
|      | Zwitserland | Olten      |    |      |
|      | Zwitserland | Basel SBB  |    |      |
|      | Duitsland   | Basel Bad  |    |      |
|      | Duitsland   | Mannheim   |    |      |
|      | Duitsland   | Mainz      |    |      |
|      | Duitsland   | Koblenz    |    |      |
|      | Duitsland   | Bonn       |    |      |
|      | Duitsland   | Köln       |    |      |
|      | Duitsland   | Düsseldorf |    |      |
|      | Duitsland   | Duisburg   |    |      |
|      | Duitsland   | Essen      |    |      |
|      | Duitsland   | Dortmund   |    |      |
|      | Duitsland   | Hannover   |    |      |

In 1991 werd in Duitsland de InterCityExpress (ICE) in gebruik genomen. In verband hiermee werd het langeafstandsverkeer gereorganiseerd waarbij ook de EuroCity diensten naar de buurlanden werden meegenomen. De EuroCity's van Basel naar het noorden van Duitsland werden deels overgenomen door ICE's via de hogesnelheidslijn tussen Hannover en Würzburg / Frankfurt am Main en de EC Lötschberg verdween uit de dienstregeling. Na de samenvoeging van de Deutsche Bundesbahn met de Deutsche Reichsbahn keerde de EC Lötschberg in 1995 terug in de dienstregeling. De trein reed nu onder nummer EC 108 van Brig naar Berlijn en onder EC 109 van Berlijn naar Brig. In 1997 werd de rit in noordelijke richting ingekort tot Dortmund, maar de rit in zuidelijke richting begon voortaan in Leipzig. In 2000 werd het Duitse eindpunt voor beide richtingen gewijzigd in Hamburg-Altona. Op 14 december 2002 volgde een omnummering waarbij de nummers met honderd werden verlaagd, tevens volgde aan de noordkant een inkorting tot Dortmund. Vanaf december 2004 is de treindienst naamloos voortgezet.